# Beauvoir-sur-Niort
Pour les articles homonymes, voir Beauvoir.
Beauvoir-sur-Niort est une commune du Centre-Ouest de la France située dans le département des Deux-Sèvres, en région Nouvelle-Aquitaine.

## Géographie
Beauvoir-sur-Niort est un ancien chef-lieu de canton situé à 16 km au sud de Niort.

### Climat
Le climat qui caractérise la commune est qualifié, en 2010, de « climat océanique franc », selon la typologie des climats de la France qui compte alors huit grands types de climats en métropole. En 2020, la commune ressort du type « climat océanique » dans la classification établie par Météo-France, qui ne compte désormais, en première approche, que cinq grands types de climats en métropole. Ce type de climat se traduit par des températures douces et une pluviométrie relativement abondante (en liaison avec les perturbations venant de l'Atlantique), répartie tout au long de l'année avec un léger maximum d'octobre à février.
Les paramètres climatiques qui ont permis d’établir la typologie de 2010 comportent six variables pour les températures et huit pour les précipitations, dont les valeurs correspondent à la normale 1971-2000. Les sept principales variables caractérisant la commune sont présentées dans l'encadré ci-après.
| Paramètres climatiques communaux sur la période 1971-2000 - Moyenne annuelle de température : 12,1 °C - Nombre de jours avec une température inférieure à −5 °C : 1,9 j - Nombre de jours avec une température supérieure à 30 °C : 5,6 j - Amplitude thermique annuelle : 14,4 °C - Cumuls annuels de précipitation : 873 mm - Nombre de jours de précipitation en janvier : 12,4 j - Nombre de jours de précipitation en juillet : 7,1 j |

Avec le changement climatique, ces variables ont évolué. Une étude réalisée en 2014 par la Direction générale de l'Énergie et du Climat complétée par des études régionales prévoit en effet que la  température moyenne devrait croître et la pluviométrie moyenne baisser, avec toutefois de fortes variations régionales. La station météorologique de Météo-France installée sur la commune et en service de 1973 à 2015 permet de connaître l'évolution des indicateurs météorologiques. Le tableau détaillé pour la période 1981-2010 est présenté ci-après.
| Mois                                  | jan.             | fév.           | mars          | avril         | mai            | juin           | jui.            | août           | sep.           | oct.          | nov.          | déc.             | année      |
| ------------------------------------- | ---------------- | -------------- | ------------- | ------------- | -------------- | -------------- | --------------- | -------------- | -------------- | ------------- | ------------- | ---------------- | ---------- |
| Température minimale moyenne (°C)     | 2,8              | 2,6            | 4,4           | 6,1           | 9,8            | 12,6           | 14,6            | 14,5           | 12             | 9,7           | 5,6           | 3,3              | 8,2        |
| Température moyenne (°C)              | 5,7              | 6,5            | 9,1           | 11,3          | 15,2           | 18,5           | 20,8            | 20,6           | 17,7           | 14,1          | 9             | 6,2              | 12,9       |
| Température maximale moyenne (°C)     | 8,7              | 10,3           | 13,8          | 16,5          | 20,7           | 24,4           | 26,9            | 26,8           | 23,4           | 18,4          | 12,4          | 9,1              | 17,7       |
| Record de froid (°C) date du record   | −14,8 17.01.1987 | −11 10.02.1986 | −9,5 01.03.05 | −4 07.04.08   | 0,1 03.05.1979 | 3,1 03.06.1975 | 7 15.07.1998    | 5,1 05.08.1986 | 2,8 19.09.1977 | −3 30.10.1997 | −8 24.11.1998 | −10,4 29.12.1996 | −14,8 1987 |
| Record de chaleur (°C) date du record | 17,2 26.01.08    | 22 15.02.1998  | 27,3 20.03.05 | 30,8 30.04.05 | 34 29.05.01    | 38,5 30.06.15  | 39,5 22.07.1990 | 41,2 05.08.03  | 36 03.09.05    | 31,2 03.10.11 | 23 08.11.15   | 19,2 16.12.1989  | 41,2 2003  |
| Précipitations (mm)                   | 86,6             | 65,1           | 63            | 71,8          | 68,5           | 48,9           | 52,7            | 54,9           | 64,2           | 91,6          | 95,9          | 98,5             | 861,7      |

## Urbanisme

### Typologie
Au 1er janvier 2024, Beauvoir-sur-Niort est catégorisée bourg rural, selon la nouvelle grille communale de densité à sept niveaux définie par l'Insee en 2022.
Elle est située hors unité urbaine. Par ailleurs la commune fait partie de l'aire d'attraction de Niort, dont elle est une commune de la couronne,. Cette aire, qui regroupe 91 communes, est catégorisée dans les aires de 50 000 à moins de 200 000 habitants,.

### Occupation des sols
L'occupation des sols de la commune, telle qu'elle ressort de la base de données européenne d’occupation biophysique des sols Corine Land Cover (CLC), est marquée par l'importance des territoires agricoles (73,4 % en 2018), en diminution par rapport à 1990 (76,2 %). La répartition détaillée en 2018 est la suivante : 
terres arables (66,3 %), forêts (13,9 %), zones agricoles hétérogènes (7,1 %), milieux à végétation arbustive et/ou herbacée (7 %), zones urbanisées (5,7 %). L'évolution de l’occupation des sols de la commune et de ses infrastructures peut être observée sur les différentes représentations cartographiques du territoire : la carte de Cassini (XVIIIe siècle), la carte d'état-major (1820-1866) et les cartes ou photos aériennes de l'IGN pour la période actuelle (1950 à aujourd'hui).

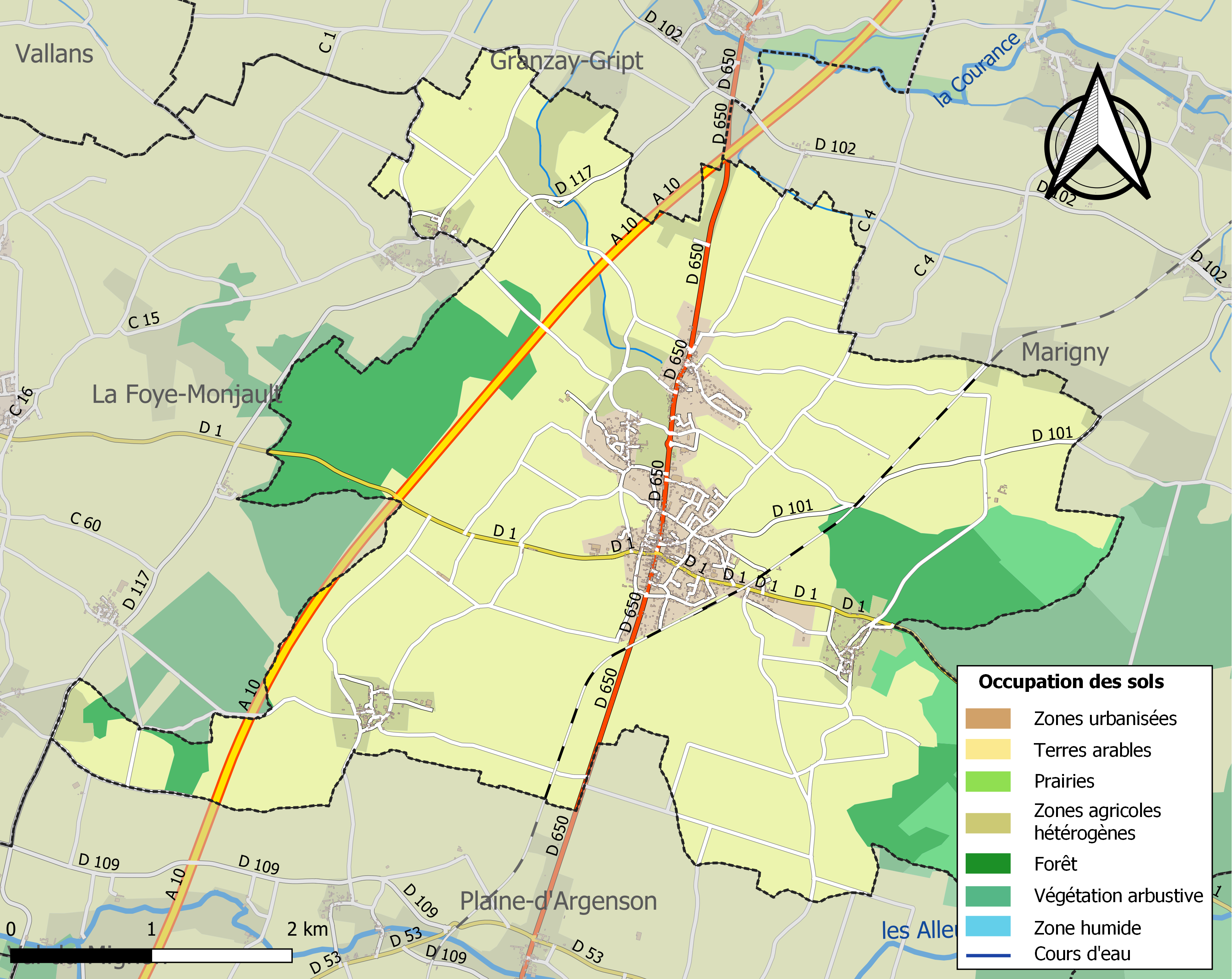
Carte des infrastructures et de l'occupation des sols de la commune en 2018 (CLC).

### Risques majeurs
Le territoire de la commune de Beauvoir-sur-Niort est vulnérable à différents aléas naturels : météorologiques (tempête, orage, neige, grand froid, canicule ou sécheresse), inondations, mouvements de terrains et séisme (sismicité modérée). Il est également exposé à un risque technologique,  le transport de matières dangereuses. Un site publié par le BRGM permet d'évaluer simplement et rapidement les risques d'un bien localisé soit par son adresse soit par le numéro de sa parcelle.

#### Risques naturels
Certaines parties du territoire communal sont susceptibles d’être affectées par le risque d’inondation par débordement de cours d'eau, notamment les Alleuds. La commune a été reconnue en état de catastrophe naturelle au titre des dommages causés par les inondations et coulées de boue survenues en 1982, 1983, 1999 et 2010,.

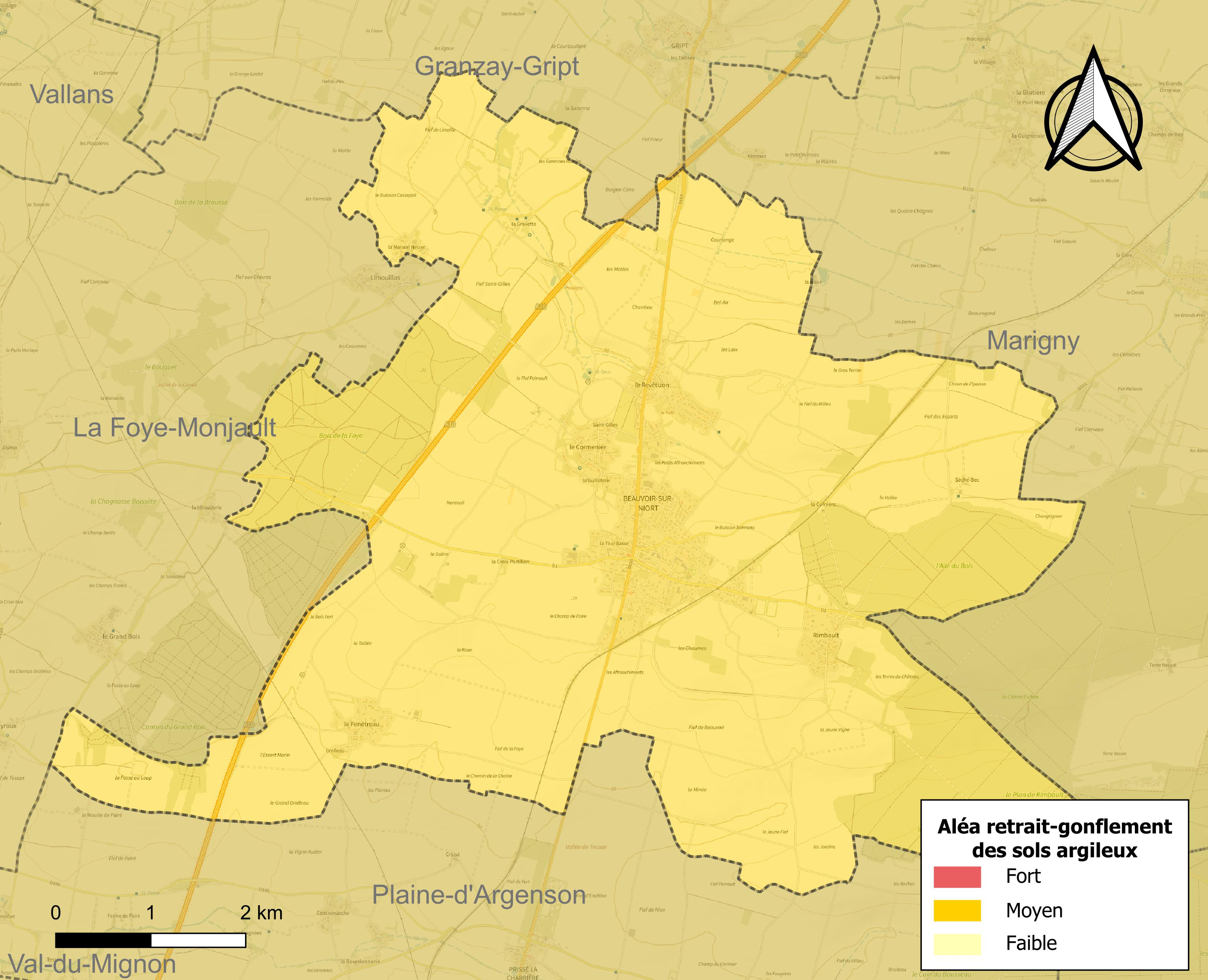
Carte des zones d'aléa retrait-gonflement des sols argileux de Beauvoir-sur-Niort.

Les mouvements de terrains susceptibles de se produire sur la commune sont des tassements différentiels. Le retrait-gonflement des sols argileux est susceptible d'engendrer des dommages importants aux bâtiments en cas d’alternance de périodes de sécheresse et de pluie. La totalité de la commune est en aléa moyen ou fort (54,9 % au niveau départemental et 48,5 % au niveau national). Depuis le 1er octobre 2020, en application de la loi ELAN, différentes contraintes s'imposent aux vendeurs, maîtres d'ouvrages ou constructeurs de biens situés dans une zone classée en aléa moyen ou fort,.
La commune a été reconnue en état de catastrophe naturelle au titre des dommages causés par des mouvements de terrain en 1999 et 2010.

## Toponymie
Forteresse ou village beau à voir, disposant d'une belle vue.

## Histoire
Par arrêté préfectoral du 26 décembre 1972 prenant effet au 1er janvier 1973, les communes du Cormenier et  de La Revêtizon deviennent communes associées avec Beauvoir-sur-Niort. Le 1er janvier 2004, La Revêtizon fusionne définitivement avec Beauvoir-sur-Niort (arrêté préfectoral du 5 décembre 2003) et le 1er juillet 2009, Le Cormenier en fait autant.

## Politique et administration
Noms des anciens maires :
- INGRAND Olivier, destitué en 1816
- DAUBIGNE Jean-Armand, 1816-1830
- AUDOUIN Pierre, 1830-1840
- DUMON Charles, 1840-1843
- RABAULT Louis Venant, 1843-1848
- ECARLAT, 1848
- DAUBIGNE Jean-Armand, 1848-1858
- BOURRU Victor, 1858-1883
- PELLEVOISIN Louis Guillaume Martial, 1884
- DUMON Eugène, 1901-1908
- TILLE Charles- 1908-1925
- BRILLAUT Abel, 1925-1955
- PAPOT André, 1955-1958
- BRILLAULT Marcel, 1958-1965
- RICHARD Jean, 1965-1995
- AUBINEAU Jean-Claude, 1995-2008
- BOULAIS Jean, 2008-2020
| Période                                  | Période   | Identité                 | Étiquette | Qualité |
| ---------------------------------------- | --------- | ------------------------ | --------- | --- |
| 1957                                     | 1965      | Marcel Brillault         |           | Directeur Commercial |
| mars 1965                                | juin 1995 | Jean Richard (1930-2015) |           | Médecin Chevalier de l'Ordre national du Mérite (1971) |
| Les données manquantes sont à compléter. |           |                          |           | |
| mars 2008                                | mai 2020  | Jean Boulais             | PRG       | Retraité de la banque 8e vice-président de la CA du Niortais (2014 → 2020) |
| mai 2020                                 | En cours  | Séverine Vachon          | LR        | Ancienne directrice de cabinet du maire de Niort Conseillère départementale de Mignon-et-Boutonne (2015 → ) 6e vice-présidente du conseil départemental (2015 → ) 12e vice-présidente de la CA du Niortais (2020 → ) |
| Les données manquantes sont à compléter. |           |                          |           | |

## Démographie
En 1973, Le Cormenier et La Revêtizon fusionnent avec Beauvoir-sur-Niort.

### Avant la fusion des communes de 1973
| 1793 | 1800 | 1806 | 1821 | 1831 | 1836 | 1841 | 1846 |
| ---- | ---- | ---- | ---- | ---- | ---- | ---- | ---- |
| 350  | 340  | 330  | 383  | 404  | 374  | 367  | 383  |

| 1851 | 1856 | 1861 | 1866 | 1872 | 1876 | 1881 | 1886 |
| ---- | ---- | ---- | ---- | ---- | ---- | ---- | ---- |
| 394  | 384  | 405  | 394  | 394  | 378  | 379  | 280  |

| 1891 | 1896 | 1901 | 1906 | 1911 | 1921 | 1926 | 1931 |
| ---- | ---- | ---- | ---- | ---- | ---- | ---- | ---- |
| 278  | 276  | 304  | 294  | 303  | 319  | 308  | 302  |

| 1936 | 1946 | 1954 | 1962 | 1968 | - | - | - |
| ---- | ---- | ---- | ---- | ---- | - | - | - |
| 320  | 347  | 308  | 270  | 294  | - | - | - |

| 1793 | 1800 | 1806 | 1821 | 1831 | 1836 | 1841 | 1846 |
| ---- | ---- | ---- | ---- | ---- | ---- | ---- | ---- |
| 237  | 267  | 243  | 252  | 267  | 212  | 263  | 255  |

| 1851 | 1856 | 1861 | 1866 | 1872 | 1876 | 1881 | 1886 |
| ---- | ---- | ---- | ---- | ---- | ---- | ---- | ---- |
| 257  | 240  | 231  | 240  | 240  | 251  | 253  | 212  |

| 1891 | 1896 | 1901 | 1906 | 1911 | 1921 | 1926 | 1931 |
| ---- | ---- | ---- | ---- | ---- | ---- | ---- | ---- |
| 189  | 192  | 199  | 211  | 204  | 191  | 203  | 205  |

| 1936 | 1946 | 1954 | 1962 | 1968 | - | - | - |
| ---- | ---- | ---- | ---- | ---- | - | - | - |
| 185  | 239  | 211  | 205  | 208  | - | - | - |

| 1793 | 1800 | 1806 | 1821 | 1831 | 1836 | 1841 | 1846 |
| ---- | ---- | ---- | ---- | ---- | ---- | ---- | ---- |
| 316  | 301  | 371  | 370  | 491  | 472  | 474  | 480  |

| 1851 | 1856 | 1861 | 1866 | 1872 | 1876 | 1881 | 1886 |
| ---- | ---- | ---- | ---- | ---- | ---- | ---- | ---- |
| 500  | 459  | 508  | 519  | 500  | 519  | 576  | 499  |

| 1891 | 1896 | 1901 | 1906 | 1911 | 1921 | 1926 | 1931 |
| ---- | ---- | ---- | ---- | ---- | ---- | ---- | ---- |
| 503  | 484  | 500  | 531  | 544  | 581  | 615  | 706  |

| 1936 | 1946 | 1954 | 1962 | 1968 | - | - | - |
| ---- | ---- | ---- | ---- | ---- | - | - | - |
| 701  | 695  | 686  | 621  | 661  | - | - | - |

### Après la fusion des communes
À partir du XXIe siècle, les recensements réels des communes de moins de 10 000 habitants ont lieu tous les cinq ans. Pour Beauvoir-sur-Niort, cela correspond à 2005, 2010, 2015, etc. Les autres dates de « recensements » (2006, 2009, etc.) sont des estimations légales.
| 1975  | 1982  | 1990  | 1999  | 2005  | 2006  | 2010  | 2015  | 2020  |
| ----- | ----- | ----- | ----- | ----- | ----- | ----- | ----- | ----- |
| 1 046 | 1 162 | 1 242 | 1 330 | 1 492 | 1 603 | 1 738 | 1 766 | 1 776 |

| 2022  | - | - | - | - | - | - | - | - |
| ----- | - | - | - | - | - | - | - | - |
| 1 772 | - | - | - | - | - | - | - | - |

## Culture locale et patrimoine

### Lieux et monuments
- L'église Sainte-Eutrope du Cormenier, classée monument historique depuis 1909[29].
- Église Saint-Jacques de Beauvoir-sur-Niort.
- Le Moulin de Rimbault, restauré entre 1973 et 1989 par l'Association des Amis du Moulin de Rimbault.

### Personnalités liées à la commune
- Gérard Palaprat (1950-2017), chanteur et acteur, décédé à Beauvoir-sur-Niort.